# 山口県立山口中央高等学校
山口県立山口中央高等学校（やまぐちけんりつ やまぐちちゅうおうこうとうがっこう, Yamaguchi Prefectural Yamaguchi Chuo High School）は、山口県山口市宮島町に所在する公立の高等学校。市内では唯一の普通科のみを置く高校である。生徒の多くは卒業後大学及び専門学校へと進学する。

## 設置学科
- 普通科

## 概要
歴史
「山口県立山口高等女学校」を前身とする。1948年（昭和23年）の学制改革の際に「山口県立山口女子高等学校」（新制高等学校）として発足。翌1949年（昭和24年）に「山口県立山口西高等学校」に改称。1950年（昭和25年）の統合により「山口県立山口高等学校」となる。1955年（昭和30年）の高校再編で「山口県立山口中央高等学校」（女子校）として独立した。長く女子校であったが、1999年（平成11年）に男子が入学し、男女共学となった。2012年（平成24年）に創立125周年を迎えた。
学区
防府学区 （山口市・防府市・美祢市（旧美祢郡美東町・秋芳町区域））
校訓
「清心醇美」
校章
1901年（明治34年）10月1日に制定された山口県立高等女学校の徽章に由来している。周囲を緑の山に囲まれた山口の地形に合わせ、山の字を図案化したものを四方に並べ、中央に「高女」の文字（縦書き）を置いていた。現在の校章は高女の代わりに「高」の文字を置いている。
校歌
作詞は伊藤夙栄、作曲は幡部文江による。歌詞は3番まであり、校名は歌詞に登場しない。また応援歌もあり、歌詞は2番までで両番に校名の「山口中央」が登場する。この場合の「山口中央」は「ちゅうおう」とだけ読む。

## 沿革
- 1887年（明治20年） - 「私立山口女学校」として発足。
- 1890年（明治23年）- 「私立山口高等女学校」となる。
- 1897年（明治30年） - 毛利家より経営援助を受け、「私立毛利高等女学校」に改称。
- 1900年（明治33年） - 県立移管により、「山口県立山口高等女学校」と改称。
- 1922年（大正11年） - 山口市西白石に移転。
- 1948年（昭和23年）4月1日 - 学制改革（六・三・三制の実施）により「山口県立山口女子高等学校」（新制高等学校）が発足。
- 1949年（昭和24年）4月1日 - 「山口県立山口西高等学校」と改称。昼間定時制を設置。
- 1950年（昭和25年）4月1日 - 山口東高等学校と統合され「山口県立山口高等学校」（男女共学）となる。
  - 全日制普通課程・商業課程・工業課程・定時制（昼間部・夜間部）・通信教育部を設置。
- 1951年（昭和26年）3月31日 - 昼間定時制と工業科を廃止。
- 1955年（昭和30年） - 高校再編により、山口高等学校から「山口県立山口中央高等学校」（女子校、現校名）が分離独立。
  - 全日制普通科と家庭科を設置。
- 1956年（昭和31年） - 暫定的に使用していた山口女子高等学校時代の西白石校舎から山口市中園町に移転。
- 1962年（昭和37年）3月 - 家庭科の生徒募集を停止。
- 1964年（昭和39年）3月31日 - 家庭科を廃止。
- 1995年（平成7年） - 中園町地区の市街地再開発[1] に伴い、山口市宮島町（現在地）の新校舎に移転。
- 1999年（平成11年）4月1日 - 男子が入学し、男女共学となる。

## 部活動
運動部
- 陸上競技部
- 体操部（女）
- バレーボール部（女）
- バスケットボール部（女）
- ハンドボール部
- テニス部
- 卓球部
- 弓道部
- バドミントン部
- サッカー部（男）

文化部
- 新聞部
- サイエンス部
- 演劇部
- 日本赤十字社#青少年赤十字（JRC）部
- ESS（Englis-Speaking Society）
- アートリサーチ
- オーケストラ部
- 放送部
- 合唱部
- 文芸部
- 茶華筝曲部

## 著名な出身者
- にわとりとたまご（お笑いコンビ）
- 入山アキ子 (演歌歌手)
- 大和良子 (ラジオパーソナリティー)
- 石田成香(ピアニスト)
- 國重友美(書道家)

## 交通アクセス
最寄りの鉄道駅
- JR西日本 山口線 「山口駅」より徒歩15分 「新鰐石橋（しんわにいしばし）[2]」交差点

最寄りのバス停
- 防長交通（防長バス）・中国JRバス 「宮島町」バス停

最寄りの道路
- 山口県道21号山口防府線 （萩往還）
- 山口県道61号山口小郡秋穂線
- 中国自動車道（高速道路） 山口ICより車で15分

## 周辺
- 山口県立山口総合支援支援学校みほり分校
- 校地のそばを椹野川が流れている。

## 関連事項
- 山口県高等学校一覧
- 高等女学校
- 旧制中等教育学校の一覧 (山口県)
- 山口情報芸術センター - 中園町にあった校舎跡地に建てられた複合文化施設。